# Kiss Me (2013)
Kiss Me (O Despertar de Uma Mulher, no Brasil) é um filme norte-americano do gênero drama, dirigido por Jeff Probst. No elenco: Sarah Bolger, Emily Osment, John Corbett, Missi Pyle e Jenna Fischer. É um filme original do canal STUDIO Universal, e estreou dia 4 de fevereiro de 2014 no Brasil e nos demais países da América Latina. 

## Sinopse
Zoe (Sarah Bolger) é uma adolescente rebelde. Depois de se envolver com um homem casado (John Corbett), contará apenas com Shelby (Emily Osment), sua única e improvável amiga, para enfrentar as dores e dificuldades do amadurecimento.